# Stoffel Vandoorne
Stoffel Vandoorne (prononcé en néerlandais : [vɑn ˈdoːrn]), né le 26 mars 1992 à Courtrai en Belgique, est un pilote automobile belge. Vice-champion en Formula Renault 3.5 Series 2013 et champion de GP2 Series 2015, il débute, après une pige en 2016, en Formule 1 comme pilote-titulaire au sein de l'équipe McLaren-Honda comme coéquipier de Fernando Alonso en 2017 et poursuit en 2018. 
Il participe ensuite au sein de l'écurie HWA Racelab à la saison 2018-2019 de Formule E avec comme équipier Gary Paffett. L'année suivante, il reste dans la même équipe avec l'arrivée de Mercedes-Benz EQ Formula e Team. Lors de sa quatrième saison avec l'écurie, il remporte le championnat du monde de Formule E FIA 2021-2022.

## Biographie

### Saisons en Formule Renault 2.0 et Formule Renault 3.5
En 2012, Stoffel Vandoorne devient champion en Formule Renault 2.0 devant Kvyat. L'année suivante, il est rookie en Formule Renault 3.5 et finit vice-champion. 
Membre du programme de jeunes pilotes de McLaren Racing depuis le début de la saison 2013, il est courtisé en fin de saison, par Red Bull Racing qui désire le titulariser en 2014 au côté de Jean-Éric Vergne au sein de la Scuderia Toro Rosso en remplacement de Daniel Ricciardo. Il décide de ne pas accepter l'offre afin de rester fidèle à McLaren ; Daniil Kvyat est alors sélectionné pour ce poste. 
Après un an seulement en Formule Renault 3.5, Vandoorne est promu en GP2.

### 2015: titré en GP2 Series
En 2014, il est engagé chez ART Grand Prix en GP2; il se fait remarquer dès le premier meeting où après s'être qualifié second, il remporte la course principale. Il termine la saison avec quatre pole positions consécutives et prend la seconde place du championnat à Felipe Nasr lors du dernier meeting. 
En 2015, Stoffel Vandoorne est conservé par l'écurie française ART Grand Prix avec l'objectif de ramener le titre pour convaincre McLaren de l'engager pour la saison prochaine en F1. Le dimanche 11 octobre 2015, il devient champion du monde de GP2 Series sur l'Autodrome de Sotchi avec 108 points d'avance sur le second.   
Frédéric Vasseur, alors patron d'ART Grand Prix, admet que « c'est la plus belle domination sur un championnat depuis le début du GP2 » et que son titre est « plus que largement mérité ». Vandoorne devient le premier pilote belge à s'imposer dans l'antichambre de la Formule 1 depuis Jacky Ickx en championnat de Formule 2 FIA en 1967.

### 2014-2016: essayeur en Formule 1 chez McLaren

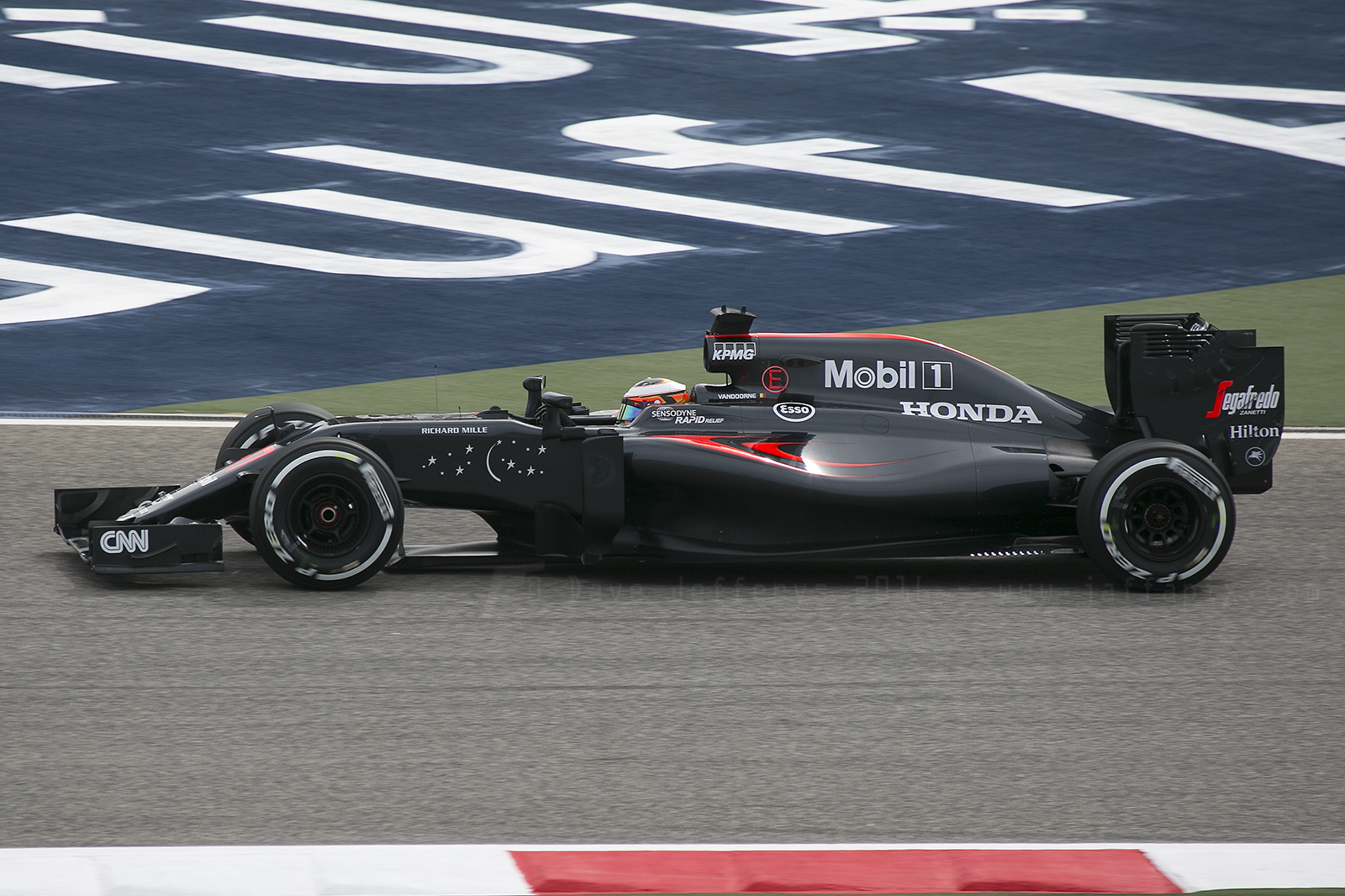
Vandoorne remplace Alonso à Bahreïn en 2016.

En 2014, Stoffel Vandoorne intègre McLaren en Formule 1. En plus du travail en simulateur à Woking, il prend part à plusieurs sessions de tests de jeunes pilotes, à Barcelone et Silverstone qui lui permettent d'obtenir sa superlicence. En fin de saison, il participe aux essais privés d'Abou Dabi avec McLaren où il teste les pneumatiques Pirelli pour 2015 et effectue les premiers tours de roues du nouveau moteur V6 turbo Honda avec le britannique Jenson Button, le constructeur japonais faisant son retour en Formule 1 en 2015.
L'année suivante, malgré ses bons résultats et sa première place provisoire au championnat de GP2, McLaren ne le titularise pas au côté de Fernando Alonso, préférant conserver Jenson Button. Or, le règlement du GP2 stipule que les champions n'ont pas le droit d'y retourner. Au vu de ses performances, de nombreuses personnalités du monde de la Formule 1 dont Fernando Alonso pensent que Stoffel Vandoorne est prêt pour la Formule 1. 
En 2016, il remplace Kevin Magnussen dans le rôle de troisième pilote au sein de l'écurie McLaren Racing et devient, en parallèle, pilote pour l'équipe Docomo Dandelion en Super Formula. Il commence en Formule 1 au Grand Prix de Bahreïn en remplacement de Fernando Alonso, victime d'un spectaculaire accident au Grand Prix précédent, et termine la course dixième, offrant ainsi le premier point de la saison à son écurie,. 
Fin avril, Vandoorne finit troisième de sa première course en Super Formula sur le circuit de Suzuka. Le 3 septembre 2016 à Monza, en marge du Grand Prix d'Italie, il est annoncé comme titulaire chez McLaren-Honda aux côtés de Fernando Alonso pour la saison 2017, Jenson Button prenant sa retraite. Il rejoint Okayama une semaine après pour disputer la cinquième manche du championnat de Super Formula et la remporte. Le 30 octobre, il gagne la deuxième course de Super Formula sur le circuit de Suzuka et prend la quatrième place finale du championnat à 6 points du champion Yuji Kunimoto.

### 2017-2018: titulaire en Formule 1 avec McLaren

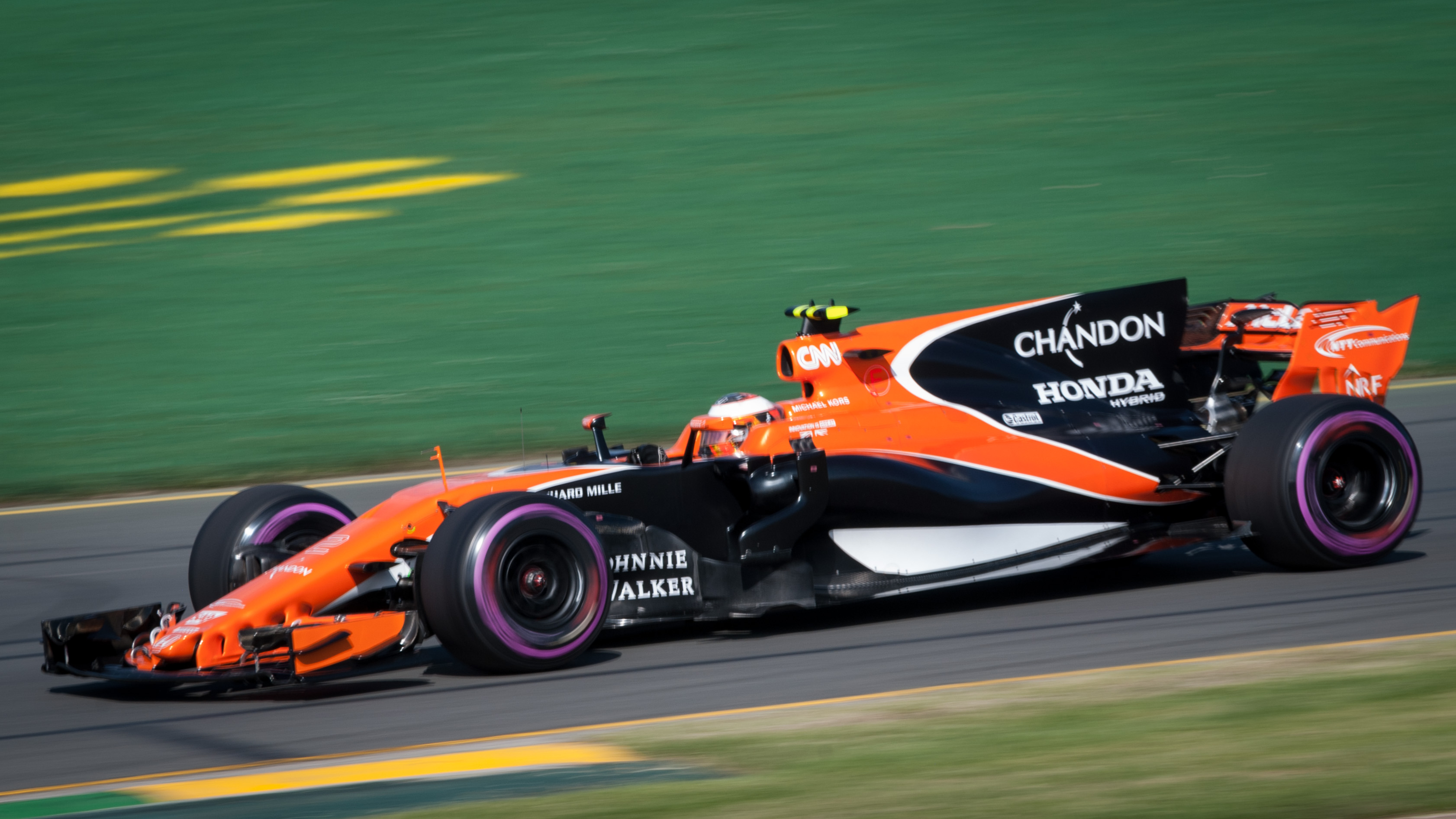
Stoffel Vandoorne sur la McLaren MCL32 lors du Grand Prix d'Australie 2017.

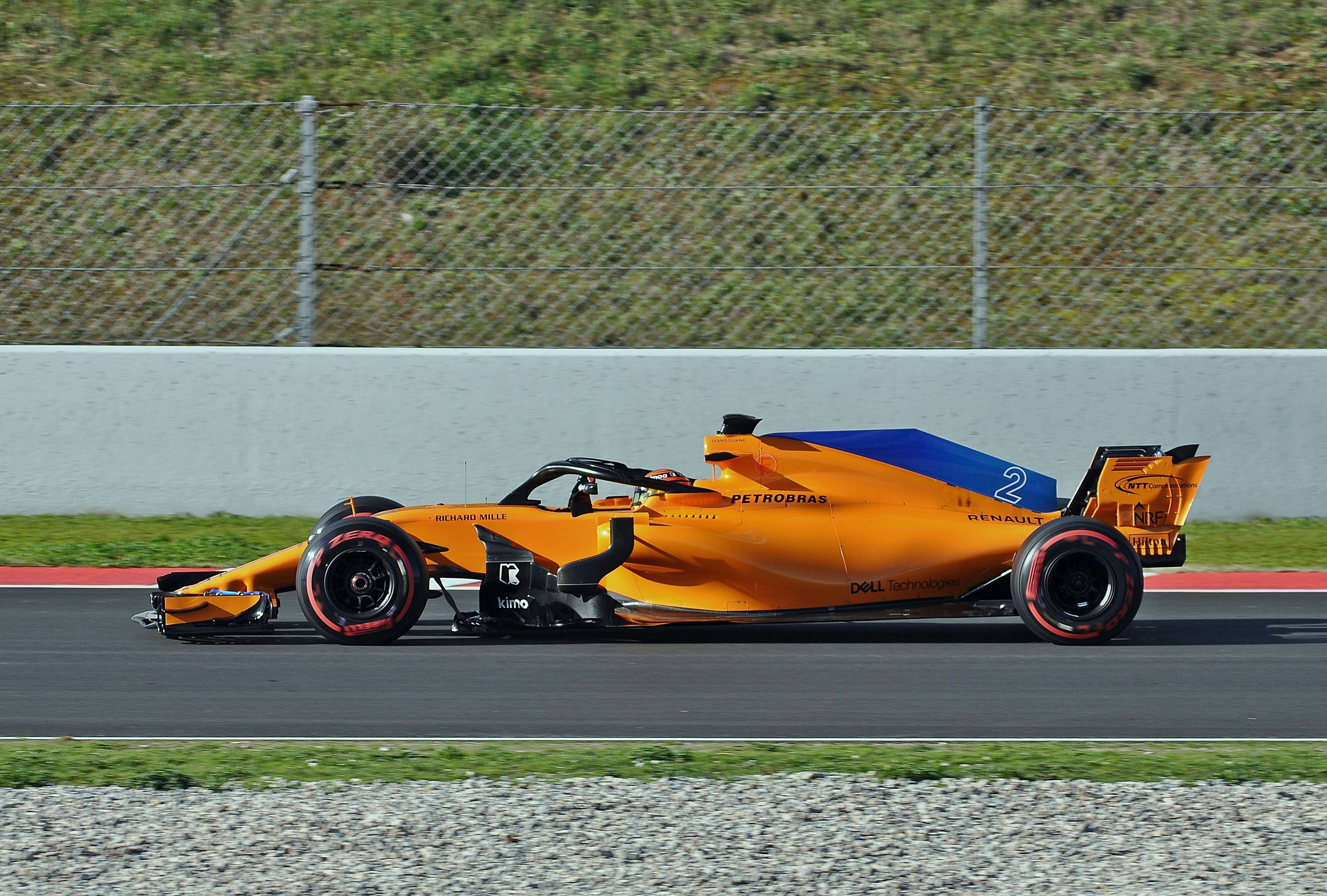
Stoffel Vandoorne, avec la McLaren MCL33, lors des essais hivernaux 2018 a Barcelone.

Pour le Grand Prix inaugural, en Australie, Stoffel Vandoorne rencontre un problème moteur en qualifications et s'élance en dernière ligne. En course, il bénéficie de plusieurs abandons et termine treizième. En Chine, qualifié en seizième position, il abandonne. Une semaine plus tard, à Bahreïn, dix-septième sur la grille, il ne dispute pas la course à cause d'un problème moteur. Il marque son premier point en Hongrie, avant la trêve estivale. Le 23 août, il est confirmé chez McLaren pour la saison 2018. En finissant deux fois septième, lors des Grands Prix de Singapour et de Malaisie, Vandoorne termine seizième du championnat, avec 13 points.
En 2018, il marque des points dès le Grand Prix inaugural en Australie puis à Bahreïn et en Azerbaïdjan. Le Belge connaît trois abandons en Espagne, en Autriche et en Hongrie. Dominé par son coéquipier Fernando Alonso, il lui faut attendre le Grand Prix du Mexique pour marquer de nouveaux points, avec une huitième place. Il termine les deux dernières courses hors des points. 
Le 3 septembre 2018, McLaren annonce qu'il quitte l'écurie en fin de saison, remplacé par Lando Norris pour la saison 2019,.

### 2018-2019: débuts en Formule E et en WEC
Le 15 octobre 2018, Stoffel Vandoorne est annoncé comme titulaire chez HWA Racelab pour la saison 2018-2019 de Formule E. Pour son premier ePrix, le Belge se qualifie quatrième et termine dix-septième de la course. Il réalise sa première pole position en qualification à l'ePrix de Hong Kong 2019. Le 13 avril 2019, il arrive troisième au ePrix de Rome 2019 et réalise ainsi son premier podium en Formule E.
À l'occasion des 6 Heures de Spa 2019 en championnat du monde d'endurance, Stoffel Vandoorne remplace Jenson Button au sein de l'équipe SMP Racing et termine la course à la troisième place. Il finit troisième lors des 24 Heures du Mans, derrière les deux Toyota équipées d'un système hybride.

### 2019-2020: pilote de développement chez Mercedes en Formule 1 et deuxième saison en Formule E avec Mercedes
En 2019, le pilote belge rejoint Mercedes en Formule 1, en tant que pilote de développement. Le 11 septembre 2019, Stoffel Vandoorne est confirmé pour une deuxième saison consécutive chez Mercedes-Benz EQ Formula e Team pour la saison 2019-2020 de Formule E, aux côtés du débutant Nyck de Vries.
Lors des deux premières courses de la saison 2019-2020, à Dariya en Arabie saoudite, il termine deux fois troisième et obtient le troisième podium de sa carrière en Formule E. Lors de la troisième épreuve, à Santiago le 18 janvier 2020, Vandoorne profite d’une course marquée par les abandons pour finir sixième et marquer huit points supplémentaires ; il prend, dès lors, la tête du championnat. Lors de la quatrième épreuve, a Mexico, Vandoorne part onzième mais lors du dernier tour de la course, il abandonne à la suite d'un accrochage dans le mur des pneus. Lors de la cinquième course, a Marrakech, le pilote belge part dix-septième et termine qu'en quinzième position.
Avec la pandémie du coronavirus qui s'abat sur le monde, les ePrix de Sanya, de Rome, de Paris, de Séoul, de Jakarta, de New York et de Londres sont annulés. L’ePrix de Berlin, initialement prévu le 21 juin 2020, est reporté et aura finalement lieu avec 6 courses du 5 août 2020 au 13 août 2020.
Pour la première manche du ePrix de Berlin, Vandoorne part seizième mais remonte lors de la course pour terminer sixième. Sur la deuxième manche, le pilote Mercedes part treizième et termine, de nouveau, dans les points à la cinquième place. Lors de la troisième manche, le pilote belge se qualifie pour la Super pole et part quatrième ; en course, il abandonne à la suite d'un problème électronique. Lors de la quatrième manche, Vandoorne se qualifie vingtième et termine douzième. Pour la cinquième manche, Vandoorne part dix-huitième et termine dans les points, à la neuvième place. Pour la dernière manche de la saison, il se qualifie pour la Super pole, signe sa deuxième pole position de sa carrière en Formule E et remporte la course. Stoffel Vandoorne termine vice-champion de Formule E avec 87 points.
Le 29 octobre 2020, Stoffel Vandoorne est confirmé pour la saison 2020-2021 de Formule E avec l'équipe Mercedes-Benz EQ Formula E Team, sa deuxième saison avec la firme allemande et avec le même coéquipier qu'est Nyck de Vries.

### 2021: retour en Endurance, seconde saison chez Mercedes en Formule E et pilote de réserve chez Mercedes en Formule 1
Le 7 janvier 2021, Stoffel Vandoorne est confirmé pour la saison 2021 d'endurance avec l'équipe JOTA, sa première saison complète en endurance avec l'équipe britannique accompagné de ses coéquipiers Sean Gelael et Tom Blomqvist. Il participera également a l'Asian Le Mans Series avec la même équipe et les mêmes coéquipiers.
Pour les deux premières courses du championnat d'endurance Asian Le Mans Series à Dubaï Autodrome, Vandoorne termine en deuxième et cinquième position. Il ne participe pas aux deux autres courses au Circuit Yas Marina puisqu'il participe à sa deuxième saison chez Mercedes en Formule E.
Pour sa première course dans le championnat électrique, Vandoorne termine en huitième position avec le meilleur tour. Lors de la deuxième séance de qualifications, toujours sur le même circuit, son équipe ne prend pas part, à la demande de la direction de course, à la suite de l'accident du pilote suisse Edoardo Mortara lors des essais libres. Après enquête, notamment au niveau du groupe-motopropulseur Mercedes, son équipe est autorisé a participer à la deuxième course et le pilote belge termine dix-huitième.
Le 2 mars 2021, Stoffel Vandoorne est confirmé en tant que pilote de réserve chez l'écurie allemande Mercedes.

### 2022: Champion du monde de Formule E
Stoffel Vandoorne reste chez Mercedes pour sa quatrième saison en Formule E. Il se montre très solide en qualifications en réalisant la première pole position de la saison et terminant troisième et septième des deux courses d'ouvertures en Arabie Saoudite. Il connaît un weekend compliqué à Mexico, troisième course de la saison en ne marquant aucun point. À Rome, il est en pole position de la première course et termine troisième, ne pouvant pas résister à Mitch Evans et à Robin Frijns. Après quatre weekend, il est second du championnat du monde avec 46 points, à 3 points d'Edoardo Mortara. 
Il remporte sa seule victoire de la saison à Monaco. À l'issue de la dernière course de la saison, à Séoul, le Belge est sacré champion du monde des pilotes de Formule E avec plus de trente points d'avance sur Mitch Evans (Jaguar Racing) grâce à une victoire, huit podiums, aucun abandon et une seule course hors des points. Vandoorne, avec 213 points, bat le précédent record de points inscrits en une seule saison de Formule E (Jean-Éric Vergne 198 en 2017-2018).

## Résultats en formules de promotion (2010-2016)
| Année | Championnat                 | Équipe                | Courses | Victoires | Pole Positions | Meilleurs tours | Podiums | Points | Classement |
| ----- | --------------------------- | --------------------- | ------- | --------- | -------------- | --------------- | ------- | ------ | ---------- |
| 2010  | F4 Eurocup 1.6              | Auto Sport Academy    | 14      | 6         | 5              | 4               | 9       | 151    | Champion   |
| 2011  | Eurocup Formula Renault 2.0 | Kurt Mollekens Racing | 14      | 0         | 0              | 0               | 1       | 93     | 5e         |
| 2011  | Formula Renault 2.0 NEC     | Kurt Mollekens Racing | 14      | 0         | 3              | 0               | 8       | 328    | 3e         |
| 2012  | Eurocup Formula Renault 2.0 | Josef Kaufmann Racing | 14      | 4         | 6              | 3               | 11      | 244    | Champion   |
| 2012  | Formula Renault 2.0 NEC     | Josef Kaufmann Racing | 7       | 5         | 4              | 5               | 6       | 176    | 9e         |
| 2013  | Formule Renault 3.5         | Fortec Motorsport     | 17      | 4         | 3              | 2               | 10      | 214    | 2e         |
| 2014  | GP2 Series                  | ART Grand Prix        | 22      | 4         | 4              | 3               | 10      | 229    | 2e         |
| 2015  | GP2 Series                  | ART Grand Prix        | 20      | 7         | 4              | 7               | 15      | 316,5  | Champion   |
| 2016  | Super Formula               | Docomo Dandelion      | 9       | 2         | 1              | 0               | 3       | 27     | 4e         |

## Résultats en championnat du monde de Formule 1
| Saison | Écurie                       | Châssis        | Moteur                   | Pneus   | GP disputés | Pole positions | Victoires | Meilleurs tours | Podiums | Abandons | Points inscrits | Classement |
| ------ | ---------------------------- | -------------- | ------------------------ | ------- | ----------- | -------------- | --------- | --------------- | ------- | -------- | --------------- | ---------- |
| 2016   | McLaren-Honda Formula 1 Team | McLaren MP4-31 | Honda V6 turbo hybride   | Pirelli | 1           | 0              | 0         | 0               | 0       | 0        | 1               | 20e        |
| 2017   | McLaren-Honda Formula 1 Team | McLaren MCL32  | Honda V6 turbo hybride   | Pirelli | 19          | 0              | 0         | 0               | 0       | 5        | 13              | 16e        |
| 2018   | McLaren Formula 1 Team       | McLaren MCL33  | Renault V6 turbo hybride | Pirelli | 21          | 0              | 0         | 0               | 0       | 3        | 12              | 16e        |
|        | Total                        |                |                          |         | 41          | 0              | 0         | 0               | 0       | 8        | 26              |            |

| Saison | Écurie                       | Châssis        | Moteur                          | Pneus | 1      | 2        | 3       | 4      | 5        | 6        | 7      | 8      | 9       | 10     | 11     | 12       | 13       | 14     | 15     | 16     | 17     | 18     | 19       | 20     | 21     | Classement | Points inscrits |
| ------ | ---------------------------- | -------------- | ------------------------------- | ----- | ------ | -------- | ------- | ------ | -------- | -------- | ------ | ------ | ------- | ------ | ------ | -------- | -------- | ------ | ------ | ------ | ------ | ------ | -------- | ------ | ------ | ---------- | --------------- |
| 2016   | McLaren-Honda Formula 1 Team | McLaren MP4-31 | Honda V6 turbo hybride RA616H   | P     | AUS    | BHR 10   | CHN     | RUS    | ESP      | MON      | CAN    | EUR    | AUT     | GBR    | HON    | ALL      | BEL      | ITA    | SIN    | MAL    | JPN    | USA    | MEX      | BRE    | ABU    | 20e        | 1               |
| 2017   | McLaren-Honda Formula 1 Team | McLaren MCL32  | Honda V6 turbo hybride RA617H   | P     | AUS 13 | CHN Abd. | BHR Np. | RUS 14 | ESP Abd. | MON Abd. | CAN 14 | AZE 12 | AUT 12  | GBR 11 | HON 10 | BEL 14   | ITA Abd. | SIN 7  | MAL 7  | JPN 14 | USA 12 | MEX 12 | BRE Abd. | ABU 12 |        | 16e        | 13              |
| 2018   | McLaren Formula 1 Team       | McLaren MCL33  | Renault V6 turbo hybride R.E.18 | P     | AUS 9  | BAH 8    | CHI 13  | AZE 9  | ESP Abd. | MON 14   | CAN 16 | FRA 12 | AUT 15* | GBR 11 | ALL 13 | HON Abd. | BEL 15   | ITA 12 | SIN 12 | RUS 16 | JAP 15 | USA 11 | MEX 8    | BRÉ 15 | ABU 14 | 16e        | 12              |

Légende : ici 

## Résultats en championnat du monde de Formule E
| Saison    | Écurie                     | Courses disputées | Pole positions | Meilleurs tours | Victoires | Podiums | Points inscrits | Classement |
| --------- | -------------------------- | ----------------- | -------------- | --------------- | --------- | ------- | --------------- | ---------- |
| 2018-2019 | HWA Racelab                | 13                | 1              | 0               | 0         | 1       | 35              | 16e        |
| 2019-2020 | Mercedes EQ Formula E Team | 11                | 1              | 1               | 1         | 3       | 87              | 2e         |
| 2020-2021 | Mercedes EQ Formula E Team | 15                | 3              | 1               | 1         | 3       | 82              | 9e         |
| 2021-2022 | Mercedes EQ Formula E Team | 16                | 2              | 1               | 1         | 8       | 213             | Champion   |

| Saison    | Écurie                     | Constructeur      | Groupe motopropulseur            | Pneus | 1      | 2        | 3        | 4       | 5        | 6        | 7        | 8        | 9      | 10       | 11     | 12     | 13     | 14     | 15    | 16    | Classement | Points inscrits |
| --------- | -------------------------- | ----------------- | -------------------------------- | ----- | ------ | -------- | -------- | ------- | -------- | -------- | -------- | -------- | ------ | -------- | ------ | ------ | ------ | ------ | ----- | ----- | ---------- | --------------- |
| 2018-2019 | HWA Racelab                | Spark–Venturi     | Venturi VFE05                    | M     | ADR 16 | MRK Abd. | SCL Abd. | MEX 18  | HKG Abd. | SYX Abd. | RME 3    | PAR Abd. | MON 9  | BER 5    | BRN 10 | NYC 13 | NYC 8  |        |       |       | 16e        | 35              |
| 2019-2020 | Mercedes EQ Formula E Team | Spark–Mercedes EQ | Mercedes-Benz EQ Silver Arrow 01 | M     | ADR 3  | ADR 3    | SAN 6    | MEX Nc. | MAR 15   | BER 6    | BER 5    | BER Abd. | BER 12 | BER 9    | BER 1  |        |        |        |       |       | 2e         | 87              |
| 2020-2021 | Mercedes EQ Formula E Team | Spark–Mercedes EQ | Mercedes-Benz EQ Silver Arrow 02 | M     | ADR 8  | ADR 18   | RME Abd. | RME 1   | VAL 3    | VAL Abd. | MON Abd. | PUE 7    | PUE 13 | NYC Abd. | NYC 12 | LON 7  | LON 15 | BER 12 | BER 3 |       | 9e         | 82              |
| 2021-2022 | Mercedes EQ Formula E Team | Spark-Mercedes EQ | Mercedes-Benz EQ Silver Arrow 02 | M     | DAR 2  | DAR 7    | MEX 11   | ROM 3   | ROM 5    | MON 1    | BER 3    | BER 3    | JAK 5  | MAR 8    | NYC 4  | NYC 2  | LON 2  | LON 4  | SEO 5 | SEO 2 | Champion   | 213             |

## Résultats aux 24 Heures du Mans
| Année | Écurie     | Copilotes                      | Voiture                   | Classe | Tours | Pos. | Class Pos. |
| ----- | ---------- | ------------------------------ | ------------------------- | ------ | ----- | ---- | ---------- |
| 2019  | SMP Racing | Mikhaïl Alechine Vitaly Petrov | BR Engineering BR1-Gibson | LMP1   | 379   | 3e   | 3e         |
| 2021  | JOTA       | Sean Gelael Tom Blomqvist      | Oreca 07 - Gibson         | LMP2   | 363   | 7e   | 2e         |

## Résultats en championnat du monde d'endurance FIA
| Année | Écurie     | Châssis           | Moteur                              | Classe | 1     | 2     | 3     | 4     | 5     | 6     | Position | Points |
| ----- | ---------- | ----------------- | ----------------------------------- | ------ | ----- | ----- | ----- | ----- | ----- | ----- | -------- | ------ |
| 2021  | Jota Sport | Oreca 07 - Gibson | Gibson GK428 V8 atmosphérique 4,2 l | LMP2   | SPA 3 | POR 2 | MON 5 | LMS 2 | BAH 2 | BAH 3 | 2e       | 131    |

## Résultats en Asian Le Mans Series
| Année | Écurie     | Châssis           | Moteur                              | Classe | 1     | 2     | 3   | 4   | Position | Points |
| ----- | ---------- | ----------------- | ----------------------------------- | ------ | ----- | ----- | --- | --- | -------- | ------ |
| 2021  | Jota Sport | Oreca 07 - Gibson | Gibson GK428 V8 atmosphérique 4,2 l | LMP2   | DUB 2 | DUB 5 | ABU | ABU | 8e       | 68     |

## Palmarès
- 2010 : Champion de France de Formule 4
- 2012 : Champion Eurocup Formula Renault 2.0
- 2013 : Vice-Champion Formula Renault 3.5 Series
- 2014 : Vice-Champion GP2 Series
- 2015 : Champion GP2 Series
- 2020 : Vice-champion de Formule E
- 2022 : Champion du monde de Formule E